# クレローの方程式
クレローの方程式（クレローのほうていしき、Clairaut's equation）とは、次の形の微分方程式である。
{\displaystyle y(x)=x{\frac {dy}{dx}}+f\left({\frac {dy}{dx}}\right)}
この方程式の名はアレクシス・クレローにちなんだものである。また、次の一階偏微分方程式もクレローの方程式と呼ばれる。
{\displaystyle \displaystyle u=xu_{x}+yu_{y}+f(u_{x},u_{y})}

## 解法

### 常微分方程式
常微分方程式
{\displaystyle y(x)=x{\frac {dy}{dx}}+f\left({\frac {dy}{dx}}\right)}
を解くには、まず両辺を x について微分する。
{\displaystyle {\frac {dy}{dx}}={\frac {dy}{dx}}+x{\frac {d^{2}y}{dx^{2}}}+f'\left({\frac {dy}{dx}}\right){\frac {d^{2}y}{dx^{2}}}}
整理して
{\displaystyle 0=\left(x+f'\left({\frac {dy}{dx}}\right)\right){\frac {d^{2}y}{dx^{2}}}}
を得る。これより、
{\displaystyle 0={\frac {d^{2}y}{dx^{2}}}}
であるか、または
{\displaystyle 0=x+f'\left({\frac {dy}{dx}}\right)}
である。前者の場合、ある定数 C があって C = dy/dx となる。これを元の方程式に代入すると、
{\displaystyle y(x)=Cx+f(C)\,}
という関数の族が得られる。これをクレローの方程式の一般解という。
後者の場合、
{\displaystyle 0=x+f'\left({\frac {dy}{dx}}\right)}
という式からはただひとつの解 y(x) しか得られず、これを特異解と呼ぶ。特異解のグラフは一般解のグラフの包絡線になっている。

### 偏微分方程式
クレローの一階偏微分方程式
u = xux + yuy + f(ux,uy)
は、シャルピの解法により解ける。
p = ux、q = uy、F(x,y,u,p,q) = u - xp - yq - f(p,q)
とおけば、同方程式は F(x,y,u,ux,uy)=0 である。
Fx = -p、Fy = - q、Fu = 1
Fp = -x - fp、Fq = -y - fq
だから、補助方程式は、
{\displaystyle {\frac {dx}{x+f_{p}}}={\frac {dy}{y+f_{q}}}={\frac {du}{xp+pf_{p}+yq+qf_{q}}}={\frac {dp}{0}}={\frac {dq}{0}}}
である。
後二式は dp = dq = 0 の意味だから、ux = a、uy = b とおくと、
u = ax + by + f(a,b)　　…　(1)
である。
よって、a、b を積分定数と解すれば、(1) が完全解となる。
完全解の平面族に包絡面が存在すれば、その包絡面の方程式は特異解を与える。
実際、(1) を a、b で偏微分した関係式
x + fa(a,b) = y + fb(a,b) = 0
と (1) から a、b を消去できる場合には、解が得られる。
また、任意関数 g により、完全解の平面族の積分定数に関係 b = g(a) を与えたとき、その平面族に包絡面が存在すれば、その包絡面の方程式は一般解を与える。
実際、(1) に b = g(a) を代入した式を a で微分した関係式
x + g’(a)y + fa(a,g(a)) + fb(a,g(a))g’(a) = 0
と (1) から a を消去できる場合には、解が得られる。